# Kuriske lagune
Den Kuriske lagune (eller bugten, Golfen; russisk: Куршский залив , litauisk: Kuršių marios, polsk: Zalew Kuroński, tysk: Kurisches Haff, lettisk: Kuršu joma) er en ferskvandslagune adskilt fra Østersøen af den Den kuriske landtange. Dens overflade er 1.619 km2. Floden Nemunas (litauisk: Nemunas) leverer omkring 90 % af dets tilstrømning; dens afvandingsområde består af omkring 100.450 kvadratkilometer i Litauen og Ruslands Kaliningrad Oblast.

## Historie
I det 13. århundrede var området omkring lagunen en del af kurernes og gammelpreusserenes forfædres land. Senere grænsede det op til den historiske region Lille Litauen. I den nordlige ende af Spit forbinder Klaipėda-strædet lagunen med Østersøen, og stedet blev af de teutoniske riddere i 1252 valgt til at grundlægge Memelburg- slottet og byen Klaipėda. I 1454 inkorporerede kong Kasimir 4. Jagiellon af Polen regionen i Kongeriget Polen efter anmodning fra det anti-teutoniske preussiske forbund. Efter fredstraktaten i 1466 blev lagunen en del af Polen som et len, der blev holdt af de teutoniske riddere,  og dermed placeret inden for den polsk-litauiske union, senere ophøjet til den Den polsk-litauiske realunion . Fra 1700-tallet udgjorde den en del af kongeriget Preussen, og fra 1871 også Tyskland . Efter 1923 overgik Klaipėda-regionen i nord til Litauen (besat af Tyskland i 1939-45), mens resten tilfaldt Sovjetunionen efter Anden Verdenskrig.
Som den nye grænse i mellemkrigstiden blev floden, der løber ud i den kuriske lagune nær Rusnė, valgt. Flodens nedre 120 km i Tyskland blev kaldt die Memel af tyskerne, mens den øverste del, der ligger i Litauen, var kendt som Nemunas-floden. Grænsen adskilte også halvøen nær det lille feriested Nida, Litauen. Fra 1939 til 1945 blev den litauiske del besat af Tyskland, og den sydlige del af Spit og lagunen forblev i Tyskland indtil 1945.
Denne grænse er nu grænsen mellem Litauen og Rusland, da den sydlige ende af Den kuriske landtange efter Anden Verdenskrig og det tyske område syd for floden blev en del af en eksklave af Rusland kaldet Kaliningrad Oblast.
Den næsten uddøde etniske gruppe eller Kursenieki boede i det omkringliggende område.

## Naturhistorie og økologi
Lagunen, der blev dannet omkring 7.000 år f.Kr., er en ferskvandslagune. Vanddybder er i gennemsnit 3,8 meter. Den har en righoldig meget biodiversitet, selvom den er plaget af vandforurening. Tilstedeværelsen af algeopblomstring blev bekræftet i 2000'erne. 